# Siriphong Wangkulam
Siriphong Wangkulam (thailändisch ศิริพงษ์ หวังกุหลำ; * 23. Juni 2000), auch als Farid bekannt, ist ein thailändischer Fußballspieler.

## Karriere
Siriphong Wangkulam stand bis Mitte Mai 2018 beim Satun United FC unter Vertrag. Mit dem Verein aus Satun spielte er in der vierten thailändischen Liga. Mit Satun trat er in der Southern Region an. Im Mai 2018 wechselte er nach Prachuap zum Erstligisten PT Prachuap FC. 2019 wurde er an den Drittligisten Surat Thani FC nach Surat Thani ausgeliehen. 2020 spielte er auf Leihbasis bei den Drittligisten Phatthalung FC und Pattani FC. Beide Mannschaften spielten in der Southern Region der Liga. Sein Profidebüt für den PT Prachuap gab er am 16. März 2021 im Heimspiel gegen Muangthong United. Hier wurde er in der 81. Minute für Chutipol Thongthae eingewechselt. 2021 wurde er an seinen ehemaligen Verein Satum United FC ausgeliehen. Nach der Ausleihe kehrte er zu PT zurück. Hier wurde im Sommer 2022 sein Vertrag nicht verlängert. Im August 2022 unterschrieb er einen Vertrag beim Drittligisten Jalor City FC. Mit dem Verein aus dem im Süden gelegenen Yala spielt er in der Southern Region.